# Idiocelyphus
Idiocelyphus (лат.) — род двукрылых из семейства Celyphidae.

## Внешнее строение
Длина тела от 2,8—3,5 мм. У большинства видов голова уплощена примерно до вершинных двух третей. Щупки ротовые органы на вершине чёрные. Лоб выпуклый. Наличник выпуклый, сине-фиолетовый. Среднеспинка с хорошо развитыми плечевыми, акростихальной и дорсоцентральной щетинками. Грудь и щиток покрыты плотными микроскопическими волосками. Щиток не длиннее среднеспинки, его окраска фиолетовой до пурпурной. По краю щитка располагаются четыре щетинками. Голени задних ног с длинным, концевым отростком. На крыльях дискоидальная и вторая базальная ячейки сливаются между собой. Все виды рода внешне очень похожи и могут распознаны только по строению половых органов. Вид Idiocelyphus bifasciatus отличается от остальных видов рода жёлтым наличником, который не выступает под углом к лицу. Щупики и ротовые органы полностью желтые.

## Классификация
В состав рода включают следующие виды:
- Idiocelyphus bakeri Malloch, 1929
- Idiocelyphus bifasciatus Tenorio, 1969
- Idiocelyphus bilobus Tenorio, 1969
- Idiocelyphus forcipatus Tenorio, 1969
- Idiocelyphus freyi Nartshuk, 1996
- Idiocelyphus indefinitus Tenorio, 1972
- Idiocelyphus parviceps Tenorio, 1969
- Idiocelyphus reniformis Tenorio, 1969
- Idiocelyphus spatulus Tenorio, 1969
- Idiocelyphus steyskali Tenorio, 1969
- Idiocelyphus viridescens (Tenorio, 1969)

## Распространение
Представители рода встречаются преимущественно на Филиппинах. На Калимантане отмечен один вид Idiocelyphus bifasciatus.